# Saint-Amans-Valtoret
Saint-Amans-Valtoret é uma comuna francesa na região administrativa da Occitânia, no departamento de Tarn. Estende-se por uma área de 35.58 km², e possui 883 habitantes, segundo o censo de 2018, com uma densidade de 25 hab/km².